# Mount Bastin
Mount Bastin (französisch Mont Bastin) ist ein 2000 m hoher Berg im ostantarktischen Königin-Maud-Land. Er ragt 1,5 km nördlich des Mount Perov in den Belgica Mountains auf.
Teilnehmer der Belgischen Antarktis-Expedition 1957/58 unter Gaston de Gerlache de Gomery (1919–2006) entdeckten ihn. Namensgeber ist der belgische Meteorologe und Polarforscher Félix E. Bastin (1920–1969), der bei der wissenschaftlichen Vorbereitung der Forschungsreise behilflich war. Die englischsprachige Benennung ist seit 1965 durch das Advisory Committee on Antarctic Names akzeptiert.